# Michał Rozmys
Michał Rozmys (né le 13 mars 1995 à Lubsko) est un athlète polonais, spécialiste du demi-fond.

## Carrière
Le 5 juin 2017 à Prague, il porte son record personnel à 3 min 36 s 37 sur 1 500 m, avant qu'il ne remporte la médaille de bronze lors des Championnats d'Europe espoirs sur cette distance.
Il termine 4e du 800 m lors des Championnats d'Europe 2018 à Berlin. Le 10 juillet 2019, il remporte la médaille d'or du 1 500 m lors de l'Universiade d'été de Naples.

## Palmarès
| Date | Compétition                   | Lieu      | Résultat | Epreuve | Temps         |
| ---- | ----------------------------- | --------- | -------- | ------- | ------------- |
| 2017 | Championnats d'Europe espoirs | Bydgoszcz | 3e       | 1 500 m | 3 min 49 s 30 |
| 2018 | Championnats d'Europe         | Berlin    | 4e       | 800 m   | 1 min 45 s 32 |
| 2018 | Coupe continentale            | Ostrava   | 5e       | 800 m   | 1 min 47 s 05 |
| 2019 | Universiade                   | Naples    | 1er      | 1 500 m | 3 min 53 s 67 |
| 2019 | Jeux mondiaux militaires      | Wuhan     | 1re      | 800 m   | 1 min 49 s 00 |
| 2019 | Jeux mondiaux militaires      | Wuhan     | 1re      | 1500 m  | 3 min 46 s 33 |
| 2021 | Jeux olympiques               | Tokyo     | 8e       | 1 500 m | 3 min 32 s 67 |
| 2022 | Championnats du monde         | Eugene    | 10e      | 1 500 m | 3 min 34 s 58 |
| 2022 | Championnats d'Europe         | Munich    | 7e       | 1 500 m | 3 min 37 s 63 |

## Records
| Épreuve | Épreuve   | Temps         | Lieu      | Date           |
| ------- | --------- | ------------- | --------- | -------------- |
| 800 m   | Plein air | 1 min 45 s 32 | Berlin    | 11 août 2018   |
| 800 m   | En salle  | 1 min 47 s 29 | Karlsruhe | 2 février 2019 |
| 1 500 m | Plein air | 3 min 36 s 37 | Prague    | 5 juin 2017    |
| 1 500 m | En salle  | 3 min 38 s 53 | Toruń     | 6 février 2019 |